# Guantanamera (película)
Guantanamera es un largometraje cubano, producto de una coproducción cubano/española/alemana. Fue dirigida por Tomás Gutiérrez Alea y Juan Carlos Tabío.

## Argumento
Yoyita, regresa a sus 67 años a Guantánamo para visitar a su sobrina Gina y encontrarse con Cándido, un antiguo amor de juventud. La repentina muerte de Yoyita provoca el viaje de Cándido, Gina y su marido Adolfo, funcionario del estado, para transportar el cuerpo de Yoyita siguiendo un piloto de nuevo plan estatal diseñado por Adolfo para ahorrar dinero en el traslado de los fallecidos. Durante ese viaje, multitud de situaciones cómicas y adversidades complican el éxito de la empresa. Los integrantes de la expedición se encuentran con Mariano y Ramón, dos amigos camioneros con quienes compartirán casi cada parada. Mariano es un antiguo estudiante de Gina que estaba enamorado de ella. El inesperado reencuentro de ambos promete, sin duda, emociones y aventuras. Estos viajes proveen una crítica de los problemas de Cuba.

## Ficha artística
- Carlos Cruz (Adolfo)
- Mirtha Ibarra (Gina)
- Jorge Perugorría (Mariano)
- Raúl Eguren (Cándido)
- Pedro Fernández (Ramón)
- Luis Alberto García (Tony)
- Conchita Brando (Yoyita)
- José Antonio Espinosa (Justo)

## Recepción crítica
La migración es uno de los temas destacados por la crítica al referirse al filme. 
El movimiento de Oriente a Occidente, la ansiedad que moviliza a más de un personaje por llegar a La Habana exhuma el performance ejecutado por las guerras de liberación cubanas, que nacieron allí como estrategia para conquistar el Occidente. Sin embargo, esta suerte de déjà vu histórico se confunde con el maremoto migratorio oriental hacia la capital a lo largo de los 90. A medida que la historia de cada personaje se desplaza, la cámara registra la casi compulsiva necesidad del cubano de los 90 por mantenerse en movimiento: caminantes, ciclistas, camioneros, guagüeros, choferes, carretoneros, maquinistas de tren… ruedas, patas y pies van construyendo una red que el poder y la ley intentan, pero no alcanzan a regular.

## Premios
Medallas del Círculo de Escritores Cinematográficos de 1995
| Categoría            | Persona                                               | Resultado |
| -------------------- | ----------------------------------------------------- | --------- |
| Mejor guion original | Eliseo Alberto Tomás Gutiérrez Alea Juan Carlos Tabío | Ganadores |